# BTarena
A BTarena é uma arena coberta multiuso localizada em Cluj-Napoca, na Romênia. 
A arena era anteriormente chamada de Polyvalent Hall, mas foi renomeada em 17 de outubro de 2017, quando a instalação celebrou um novo acordo de "naming rights" com o Banca Transilvania [en]. O local acomoda 10.000 pessoas em sua maior configuração. O edifício está localizado próximo à Cluj Arena [en].

## Histórico
A arena foi inaugurada em 21 de outubro de 2014. A arena recebeu um show, em 31 de outubro de 2014, do músico inglês James Blunt, que cantou seu álbum Moon Landing. O concerto teve um público de mais de 6.000 pessoas.
Foi sede do Counter-Strike: Global Offensive Major DreamHack Open Cluj-Napoca 2015.
A capacidade da arena para jogos de basquete foi ampliada para 10.000 lugares para o EuroBasket de 2017. As obras de renovação das arquibancadas existentes da arena começaram após o Campeonato Europeu de Ginástica Artística de 2017. Foi usado novamente como uma das duas sedes da Copa do Mundo de Basquete Feminino Sub-17 da Fiba de 2020 [en].
Sediou o Campeonato Mundial Juvenil de Ginástica Rítmica de 2023, de 7 a 9 de julho.

## Tênis
Desde 2021, a BTarena sedia o Transylvania Open.

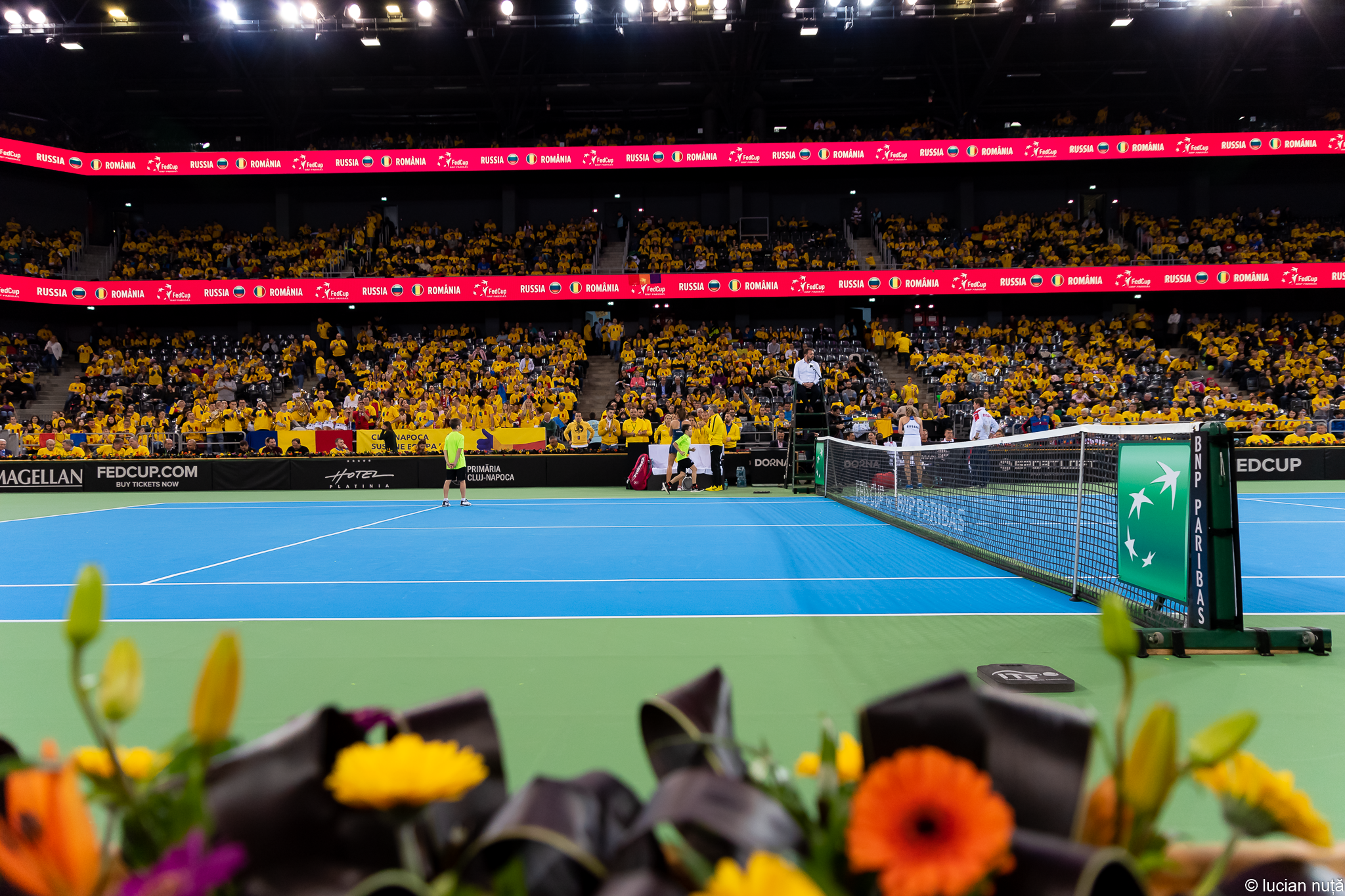
Vista interna configurada para tênis em 2021.